# Ернесто Джуріаті
Ернесто Джуріаті (італ. Ernesto Giuriati, 8 жовтня 1902, Парма - 3 жовтня 1998, Рим) - італійський адмірал, начальник генерального штабу ВМС Італії протягом 1962-1965 років.

## Біографія
Ернесто Джуріаті народився 8 жовтня 1902 року в Пармі. У 1915 році вступив до Військово-морської академії в Ліворно, яку закінчив у 1920 році в званні гардемарина. Ніс службу на різник кораблях. Отримавши звання лейтенанта, протягом 1926-1928 років ніс службу на крейсері «Лібія» біля берегів Китаю.
Отримавши звання капітана III рангу, протягом 1935-1936 років командував есмінцем «Есперо». Після отримання звання капітана II рангу був заступником командира крейсера «Емануеле Філіберто Дука д'Аоста».

### Друга світова війна
Після вступу Італії у Другу світову війну Ернесто Джуріаті командував есмінцем «Карабіньєре», потім «Фольгоре», і зрештою 8-ю ескадрою есмінців. На цій посаді він пробув до січня 1942 року, здійснивши велику кількість місій із супроводу конвоїв в північну Африку, за що був нагороджений Бронзовою та Срібною медалями «За військову доблесть».
У 1942 році Ернесто Джуріаті був переведений на службу в операційний відділ Вищого командування флоту. Після капітуляції Італії 4 вересня 1943 року був представником італійського флоту при командуванні морських сил союзників у Середземному морі. Перебував на цій посаді до квітня 1945 року.

### Післявоєнний період
З травня 1945 року по вересень 1947 року Ернесто Джуріаті працював в одному з відділів генерального штабу, здійснивши низку місій до Лондона, Вашингтона та Парижу, під час яких брав участь у підготовці Паризької мирної конференції. 
Отримавши звання капітана I рангу, протягом 1947-1948 років командував крейсером «Дука дельї Абруцці», потім до жовтня 1949 року був керівником Школи морського командування (італ. Scuola di comando navale). У 1951 році отримав звання контрадмірала, працював у генеральному штабі, пізніше, до кінця 1954 року, був морським аташе в посольстві Італії в Лондоні.
Отримавши звання дивізійного адмірала, протягом 1956-1957 років командував 2-ю морською дивізією. Протягом грудня 1957 - грудня 1960 років був заступником начальника генерального штабу флоту. У 1958 році отримав звання адмірала ескадри.
Протягом 1961-1962 років командував флотом (італ. Scuadra navale). 1 травня 1962 року був призначений начальником генерального штабу флоту. Під час перебування на посаді сприяв будівництву нових есмінців типу «Імпавідо», крейсерів-вертольотоносців типу «Андреа Доріа», модернізації крейсера «Джузеппе Гарібальді», реорганізації батальйону «Сан Марко» та морського коледжу «Франческо Морозіні».
Перебував на цій посаді до 9 жовтня 1965 року, після чого вийшов у  відставку у зв'язку із досягненням граничного віку служби. Помер у Римі 3 жовтня 1998 року.

## Нагороди
- Срібна медаль «За військову доблесть»
- Бронзова медаль «За військову доблесть»
- Хрест «За бойові заслуги» (нагороджений двічі)
- Командор Ордена Корони Італії
- Кавалер Ордена Святих Маврикія та Лазаря
- Кавалер Великого хреста ордена «За заслуги перед Італійською Республікою»